# Hu-Man
Pour plus de détails, voir Fiche technique et Distribution.
Hu-Man est un film français réalisé par Jérôme Laperrousaz, sorti en 1975.

## Synopsis
Un célèbre acteur (Terence Stamp joue son propre rôle), bouleversé par la mort de sa femme, accepte de participer à une expérience scientifique dangereuse qui doit le conduire vers le futur. L'expérience doit se dérouler en plusieurs phases : devant les caméras de télévision, Terence doit risquer sa vie et c'est l'énergie émotionnelle des téléspectateurs qui doit lui permettre d'accomplir un saut dans le futur. L'expérience doit avoir lieu devant le Mont-Saint-Michel.

## Fiche technique
- Titre français : Hu-Man
- Réalisation : Jérôme Laperrousaz, assisté de Robin Davis (non crédité)
- Scénario : Jérôme Laperrousaz, André Ruellan, Guillaume Laperrousaz et Francis Gilbert
- Photographie : Jimmy Glasberg
- Son: Harald Maury et Harrick Maury
- Production : M.F. Mascaro et Yves Pauthe
- Pays d'origine :  France
- Format : couleur - Mono
- Genre : science-fiction
- Date de sortie : 1975

## Distribution
- Terence Stamp : Terence
- Jeanne Moreau : Sylvana
- Agnès Stevenin : Viviane
- Frederik van Pallandt : Frederick
- Franck Schwacke : Franck
- Gabriella Rysted : Gabriella
- Yannis Thomas : L'homme-oiseau
- Bob Traynor : le technicien de régie